# Ван На
Ван На  (кит.: 王娜, Wáng Nà, 27 січня 1984) — китайська спортсменка, спеціалістка з синхронного плавання, олімпійська медалістка.

## Виступи на Олімпіадах
| Олімпіада  | Дисципліна | Місце |
| ---------- | ---------- | ----- |
| Афіни 2004 | командні   | 6     |
| Пекін 2008 | командні   | 3     |